# Затанцюймо твіст
«Затанцюймо твіст» (англ. Hey, Let's Twist) — американська музична комедія, що вийшла 29 грудня 1961 року.

## Сюжет
Історія фільму зосереджена на двох братах, які спочатку відкрили невеликий притон, щоб дати молоді місце, де можна танцювати бібоп і бугі-вугі. Заклад було оголошено загальнодоступним і відкритим для будь-кого. Однак, після того, як заклад знайшов велику популярність, брати вирішують зробити його доступним тільки для багатих. Відвідувачам це дуже не сподобалося і вони почали страйк доти, поки брати не скасували свого рішення.

## У ролях
- Джої Ді — грає самого себе
- Тедді Рандаззо — Рікі Ді
- Кай Армен — Енджи
- Зора Ламперт — Шерон
- Діно Ді Люка — батько
- Річард Дікенс — Рорі
- Джо-Енн Кемпбелл — Піпер
- «The Peppermint Loungers» — грають самих себе
- Гоуп Гемптон — грає саму себе

## Знімальна група
- Режисер — Грег Гаррісон;
- Сценарій — Гел Гекеді;
- Продюсер — Марта Вера Ромм;
- Оператор — Джордж Джейкобсон;
- Композитор — Генрі Гловер;
- Художник — Альберт Бреннер, Наталі Волкер;
- Монтаж — Арлін Гарсон, Сідні Кац.